# Remigius Mans

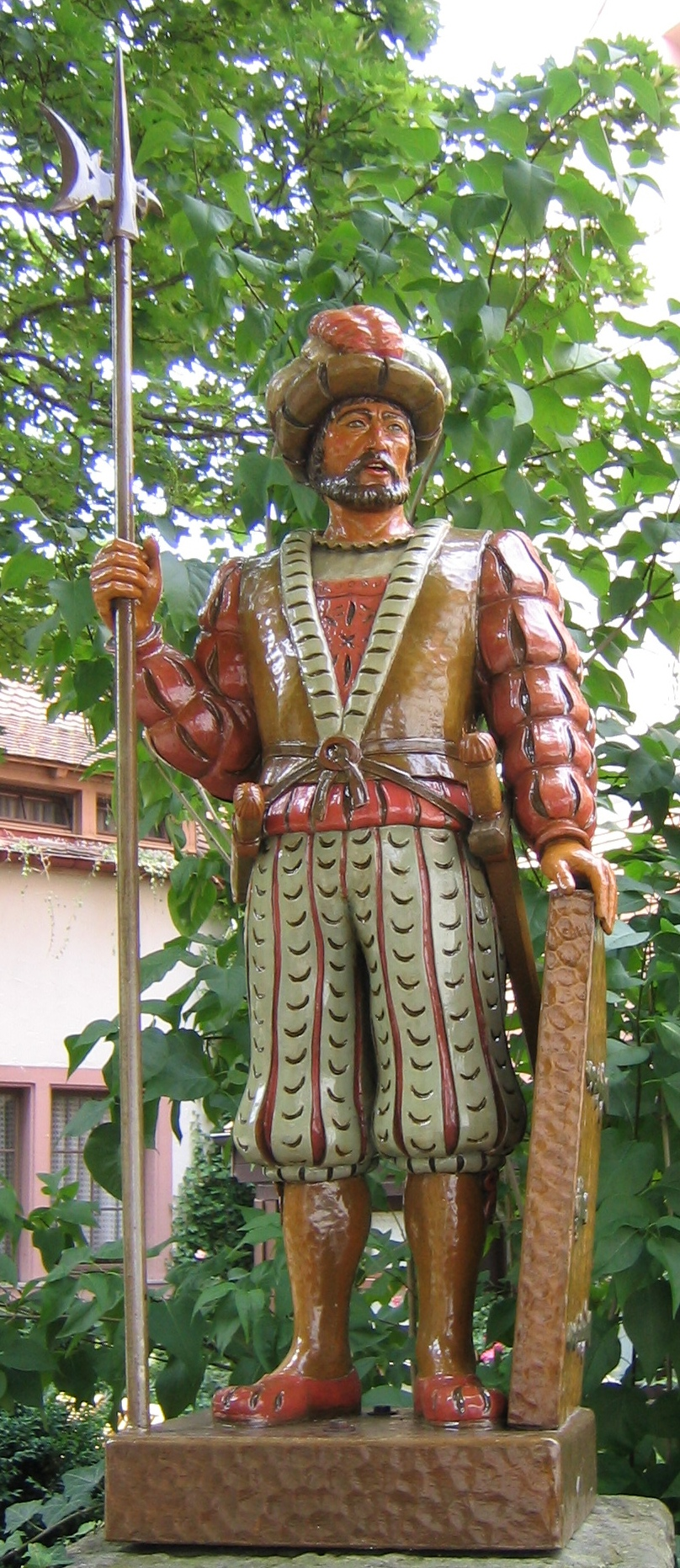
Statue des Romäus in Villingen

Remigius Mans, genannt Romäus bzw. Romeias (Geburtsdatum unbekannt; † 6. Juni 1513 in der Schlacht bei Novara), war ein Landsknecht und ist ein sagenumwobener Lokalheld der Stadt Villingen im Schwarzwald.

## Leben
Die spärliche Quellenlage der Zeit vor 1540 gibt über den historischen Romäus wenig Auskunft. In kirchlichen und städtischen Urkunden sowie im Villinger Bürgerbuch finden sich insgesamt neun Erwähnungen des Remigius Mans oder anderer Mitglieder seiner Familie. Die genauen genealogischen Verhältnisse sind jedoch nicht geklärt. Möglicherweise handelt es sich bei einem Romigius Mans, der für das Jahr 1486 als Wirt in Villingen in den Bürgerbüchern auftaucht, um den historischen Romäus. Dieser war verheiratet und hatte ein kleines Kind.
Ausführlich berichtet der Villinger Ratsherr Heinrich Hug, der ein Zeitgenosse des Remigius Mans war, über den Lokalhelden. Dabei sind Wahrheit und Legende jedoch nicht deutlich voneinander zu unterscheiden. Nach Hugs Erzählung wurde Remigius am 8. Dezember 1497 gefangen genommen und in den Michaelsturm (heute Romäusturm) gesperrt, weil er einen Schultheißen beleidigt hatte. Aus der Bevölkerung, die Mitleid mit dem Gefangenen hatte, bekam er heimlich ein Messer zugesteckt, mit dem er in mühsamer Arbeit den Mörtel aus den Stoßfugen der Mauer kratze, so dass Sprossen als Steighilfen entstanden. Mit deren Hilfe gelangte er ins obere Stockwerk, seilte sich aus dem Turm ab und floh zur Johanniter-Kommende. Während eines Unwetters entkam Remigius über die Mauer aus der Stadt und verlangte anschließend eine Wiederaufnahme des Verfahrens gegen ihn. Die Stadt hob schließlich ihr Urteil auf und entließ Remigius Mans als freien Mann.
Während des Schweizerkrieges 1499 diente er als Büchsenmeister auf der Küssaburg bei Waldshut. Für seine Taten während des Krieges erhielt er vom römisch-deutschen König und späteren Kaiser Maximilian I. eine Pfründe im Villinger Spital.
Nach Hug starb ein „jung Romius Mans“ in der Schlacht bei Padua 1509. Es könnte sich um einen Sohn des älteren Remigius gehandelt haben, vielleicht das 1486 erwähnte „kleine unerzogene Kind“.
Bei der Schlacht bei Novara im Jahre 1513 verdingte sich Remigius Mans als Landsknecht auf französischer Seite und fiel im Kampf gegen die Schweizer.

## Sage

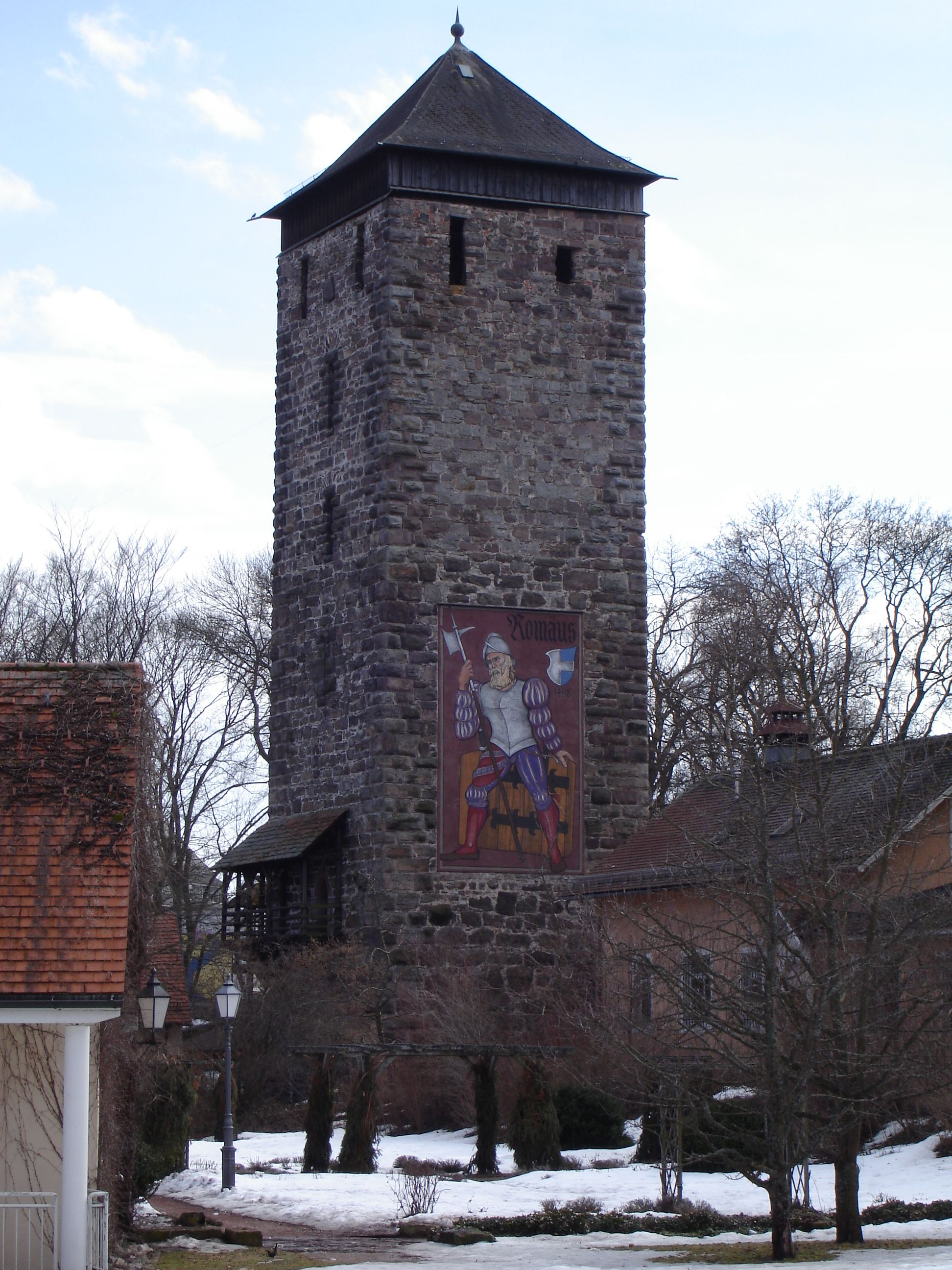
Der „Romäusturm“

Um Romäus rankten sich schon früh zahlreiche Sagen. Bereits wenige Jahre nach seinem Tod wurde ein überlebensgroßes Bildnis des Lokalhelden an die äußere Stadtmauer gemalt, um die Wehrhaftigkeit Villingens zu demonstrieren. Remigius’ für seine Zeit eindrucksvolle Körpergröße und sein Kampfesmut machten ihn zum „Riesen Romäus“. Er soll so groß gewesen sein, dass er von der Straße aus in die Fenster des zweiten Stockwerks der Häuser sehen konnte. Als seine zwei Ochsen eines Tages ihre Last nicht mehr ziehen konnten, soll er kurzerhand das beladene Gespann mitsamt den Ochsen auf dem Rücken nach Hause getragen haben.
Besonders seine aufsehenerregende Flucht aus dem Diebesturm regte die Fantasie der Nachwelt an. Der Legende nach soll man Romäus nur mit List überhaupt ins Verlies bekommen haben. Man gab ihm zum Schein den Auftrag, etwas im Turm zu erledigen. Kaum war er jedoch im Kellerverlies angekommen, zog man die Leiter hoch. Als Nahrung wurde ihm jeden Tag ein Schaf oder ein Kalb hinabgeworfen. Als Romäus genug Knochen beisammenhatte, steckte er diese in die Mauerritzen und benutzte sie als Steighilfen zur Flucht.
Während einer Fehde mit der Stadt Rottweil soll sich Romäus nachts zu dieser Stadt geschlichen und – je nach Erzählung – einen oder beide Flügel des schweren Stadttores ausgehoben haben. Das Tor trug er zunächst auf einen Berg, den sogenannten Guggenbühl, wo er Ausschau nach Verfolgern hielt, ehe er es als Trophäe nach Villingen brachte. Nach dieser Tat nannte man ihn auch den „Villinger Simson“. 
Eine im 19. Jahrhundert an den Michaelsturm, der im Volksmund „Romäusturm“ genannt wird, angebrachte Malerei zeigte den Stadthelden in Landsknechtsuniform mit dem Rottweiler Stadttor. Nachdem die Wandmalerei im 20. Jahrhundert abgeblättert war, wurde der Turm 1981 erneut mit einem, wiederum im historistischen Stil gehaltenes, Romäus-Gemälde des Malers Manfred Hettich verziert.